# Gábor Novák
Gábor Novák, född 14 augusti 1934 i Budapest, död 5 augusti 2021, var en ungersk kanotist.
Novák blev olympisk silvermedaljör i C-1 10000 meter vid sommarspelen 1952 i Helsingfors.